# Балдовіна Вестрі
Бальдовіна Вестрі, при народженні Аргія Клотильда Бальдовіна (Сієна, 24 лютого 1840 — Сієна, 5 грудня 1931) — італійська патріотка й гарібальдійка.

## Біографія
Бальдовіна Вестрі народилася в Салікотто (район Торре), була третьою дитиною із восьми дітей Джованні (1815—1875) та Марії Тогнацці. Батько спочатку був палким послідовником Мадзіні, а потім гарібальдійцем. Її брат, Архімед (1846—1904), архітектор, котрий реалізував проєкт лоджії на площі Індіпенденца в Сієні, де також встановлений пам'ятник загиблим у Війнах за незалежність. Цей пам'ятник, був створений скульптором Тіто Сарроккі в 1879 р.
Батько Бальдовіни Вестрі був ув'язнений у Вольтеррі за причетність до смертельного поранення поліцейського. Протягом десяти місяців відбуття покарання він освоїв роботу з  [[алебастр]]ом. Повернувшись додому, він навчив техніці роботи з алебастром свого орендаря Чезаре Маккарі та інших художників, які відвідували майстерню Чезаре: Амос Кассіолі, Антоніо Рідольфі та Анджело Вісконті, котрі створили портрети Бальдовіни та її сестри Ермінії, ймовірно, у 1858 р.
Була одружена з Джузеппе Фікаєм, родом із Монте-Сан-Савіно. В їх шлюбі народилася донька. Втім, у 1861 році пара розлучилася. Бальдовіна знайшла свою життєву мету в ідеалах Гарібальді. Напочатку 1860-х вона написала листа Гарібальді, щоб той надіслав їй грошей для підтримки поранених у битві при Аспромонте, зокрема її братів Архімеда та Адемаро, що також були добровольцями. Римське питання на той час набуло шаленої актуальності, Гарібальді розглядався як визволитель столиці Італії від Папської держави навіть всупереч волі надто поміркованого короля Віктора Еммануїла II.
Тільки через шість років (в 1867 р.) Бальдовіна особисто зустрілася з Гарібальді, коли генерал проїджав повз Сієну, щоб відвідати спортивні змагання, що проводилися на його честь. Вестрі відвідали його у Раполано-Терме, Бальдовіна супдоводжувала Гарібальді в Агро Романо та приняла участь в битві при Ментані, виконуючи багато завдань: медсестра, санітарка, перезаряджала гвинтівки, виносила поранених та загиблих товаришів з поля бою.
Про цей період її життя залишилось мало інформації. Відомо тільки, що у 1878 році вона перебувала у Сієні біля помираючого батька, але нотаріальна грамота свідчить, що вона проживала в Альтамурі, що в Апулії. Згадки про Бальдовіну знову з'являються в 1885 році, коли один з її братів помирає і відтоді вона знову проживає у своєму рідному районі Салікотто.
Після походів Гарібальді, Бальдовіна Вестрі зайнялася іншими громадськими справами, наприклад, заснуванням Громадської допомоги Сієни в 1895 році, разом з трьома дочками Архімеда та двома братами, які допомагали Вестрі в організації Громадської допомоги як управлінці.
Її донька, Зіна, вийшла заміж у 1905 р. за письменника Доменіко Джуліотті.
Під час Першої світової війни Вестрі збирала кошти для солдатів та їхніх дітей, а 1919 року була серед представників-делегатів Виконавчого комітету Асоціації про-Фіуме, що опікувалися долею Італійської Істрії та Фіуме.
У сієнській громаді Бальдовіна в останні роки життя стала своєрідною патріотичною іконою, ветераном Рісорджименто. Її червона сорочка, подарована особисто самим Гарібальді в Ментані, стала своєрідним символом спадкоємності між Рісорджименто і фашизмом. У день 90-річчя Бальдовіни Вестрі, 24 лютого 1930 р., міська влада влаштувала урочистості на її честь, газети надали широкого розголосу її біографії, її будинок став місцем паломництва сотень відвідувачів із букетами квітів. Приходили палкі телеграми з привітаннями героїні. У школах проводились уроки щодо її подвигів, на яких Гарібальді називали «дуче червоних сорочок».

Як пише Аврора Савеллі у «Примат вітчизни». Бальдовіна Вестрі, останній гарибальдієць, опублікованій у Rassegna Storica Toscana:
Бальдовіна стала повністю фашизованим міфом,
так що навіть її остання воля про кремацію тіла після смерті була повністю проігнорована. Її поховали у червоній сорочці. Могила Бальдовіна Вестрі є частиною так званого Квадрилатеро дель Гарібальді на кладовищі Латеріно, яке майже століття потому переживає серйозний занепад.

## Архів
Ймовірно, вона особисто передала листи, надіслані їй Гарібальді, та інші документи до муніципалітету Сієни. Ці листи зберігаються в Муніципальному історичному архіві на вулиці Сан-Марко 90.